# 福井市下宇坂小学校
福井市下宇坂小学校（ふくいし しもうさかしょうがっこう）は、福井県福井市市波町にある公立小学校。

## アクセス
- 京福バス55「大野線」・56「池田線」で、「市波」下車。